# Terremoto de Afganistán de junio de 2022
Un terremoto de 4 kilómetros de profundidad y magnitud 6,1 golpeó el sureste de Afganistán el miércoles 22 de junio de 2022 a la 01:24 hora local. Afectó a las provincias de Paktika y Jost, y partes de Jaiber Pastunjuá, Pakistán. Se sintió a más de 500 kilómetros de distancia por al menos 119 millones de personas, incluso en el Punyab de Pakistán y en partes de India e Irán. Según el Servicio Geológico de los Estados Unidos, el terremoto tuvo una intensidad máxima de Mercalli Modificado de VIII.
Hubo 1.163 muertos y 2.976 heridos en Afganistán y Pakistán. Las provincias más afectadas en Afganistán fueron Paktika, Paktia, Jost y Nangarhar. También se produjeron víctimas y daños en Jaiber Pastunjuá de Pakistán. Al menos 10.000 viviendas se derrumbaron o sufrieron graves daños. El hipocentro poco profundo del terremoto, la proximidad a áreas pobladas y la baja calidad de la construcción contribuyeron a sus efectos destructivos.

## Terremoto

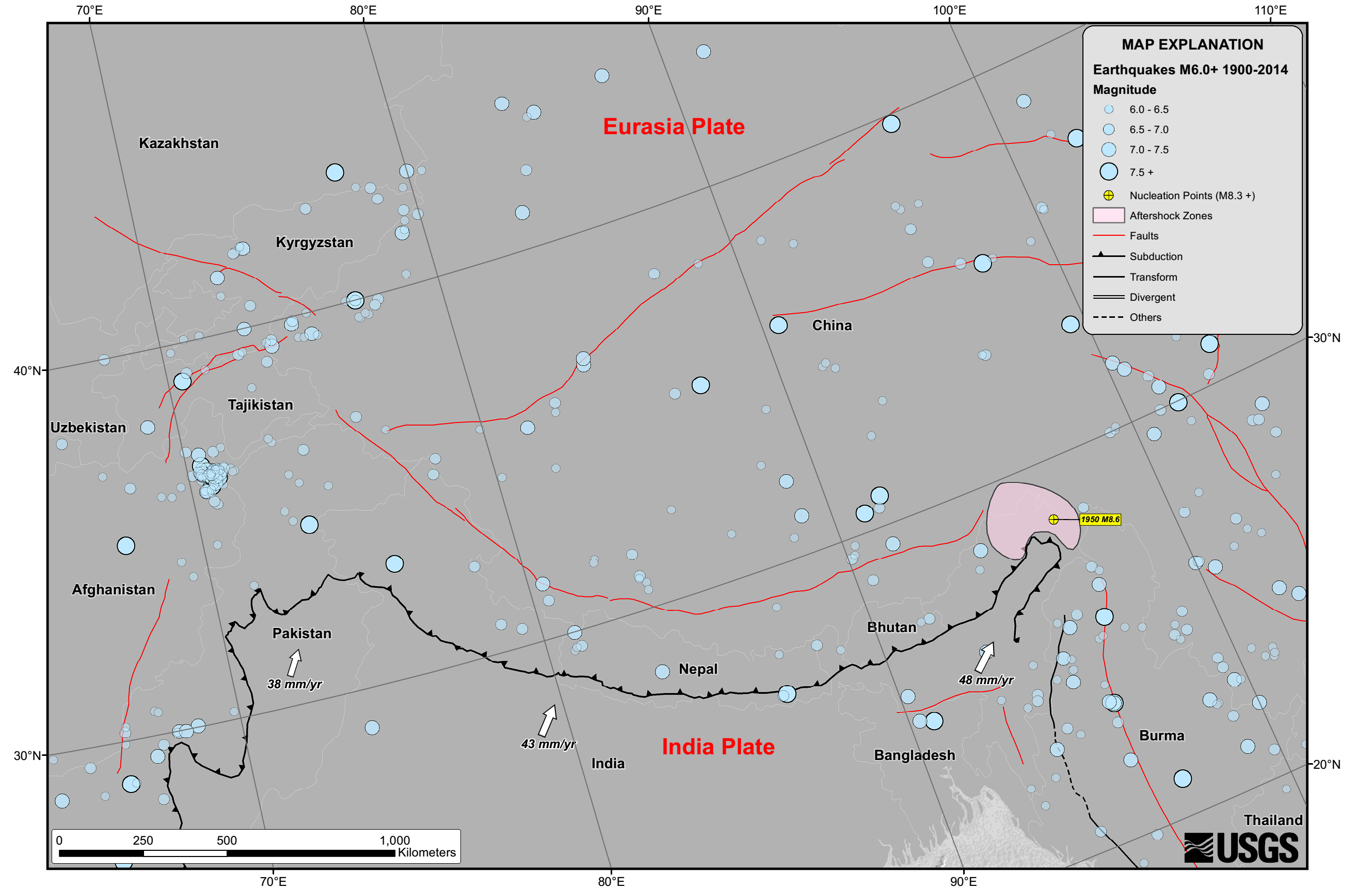
Seismicity results from the continental collision of the India and Eurasia plates.

rofundidad de 51 kilómetros, pero luego fue corregido a 5,9 a 10 km de profundidad, para luego ser corregido a 6,0 con una profundidad de aproximadamente 4 km.

## Intensidad
En Sperah se informó una intensidad máxima de VIII(Severo) en la escala de Mercalli. Se sintieron fuertes temblores en el Distrito de Shamal y leves temblores en la capital afgana, Kabul, y en ciudades pakistaníes como Islamabad, Lahore y Peshawar. El terremoto también se sintió en partes de Irán e India.

## Impacto

### Afganistán
El terremoto provocó al menos 1150 muertos, incluidos 121 niños y 3000 heridos. La Organización de Naciones Unidas (ONU) citaron un número de muertos de 1036 y 1643 personas resultaron heridas. Es el terremoto más mortífero en Afganistán en casi 25 años. Un total de 10 000 viviendas quedaron parcial o totalmente destruidas. Las malas prácticas de construcción y los materiales de construcción contribuyeron al alto número de muertos. Un sismólogo del Servicio Geológico de los Estados Unidos dijo que el terremoto fue destructivo debido a la poca profundidad de su foco y epicentro en un área densamente poblada y con riesgo de deslizamientos de tierra donde los edificios no están diseñados para resistir los temblores del suelo. Además, semanas de fuertes lluvias antes del terremoto habían debilitado la integridad estructural de las viviendas. El director de una organización benéfica dijo que se esperaba que aumentara el número de muertos ya que el terremoto afectó una región lejos de instalaciones médicas y ocurrió de noche, cuando la mayoría de la gente dormía en sus casas. A la cifra de muertos se sumó el hecho de que el tamaño promedio de la familia era de 20.
Más de 25 aldeas fueron casi diezmadas. Escuelas, hospitales, casas y mezquitas se derrumbaron. Al menos 381 de las más de 1000 muertes fueron de la provincia de Paktiyá. Sin embargo, no está claro si estas cifras fueron confirmadas por el gobierno o si hubo más muertes no registradas. En una aldea, 17 miembros de una familia murieron cuando su casa se derrumbó y solo sobrevivió un miembro. En Urgún, importante localidad de la provincia, se recuperaron hasta 40 cadáveres. En el distrito de Gayan de la Provincia de Paktiká, aproximadamente 1800 viviendas, o el 70 por ciento de las viviendas del distrito, fueron destruidas. En la Provincia de Jost, al menos 600 viviendas fueron destruidas. En el pequeño pueblo de Gyan, uno de los más afectados, la clínica local con capacidad para cinco pacientes sufrió graves daños. De los 500 pacientes ingresados en el edificio, 200 fallecieron. El distrito de Spera de Jost experimentó la pérdida de 40 residentes y 95 resultaron heridos. Un total de 500 casas fueron destruidas en el distrito. Muchas casas construidas principalmente de madera y barro fueron arrasadas.
Inicialmente, la agencia de noticias Bakhtar informó un total de 280 muertes, incluidas 100 en la Provincia de Paktiyá, cinco en la Provincia de Nangarhar y 25 en la Provincia de Jost. La agencia también reportó 600 heridos. En muchos casos, los cuerpos de los muertos fueron colocados en las calles durante la noche. Más tarde, un funcionario talibán instó a las agencias de ayuda a enviar ayuda a la zona para evitar más catástrofes. Varios edificios de apartamentos en las provincias afectadas fueron destruidos. El director general de la Agencia de Noticias Bakhtar tuiteó que más de 90 casas fueron destruidas en Paktiká. También se produjeron deslizamientos de tierra que enterraron o destruyeron casas en la provincia de Jost.

### Pakistán
El terremoto también causó daños y varias decenas de muertes en Pakistán, convirtiéndose en el terremoto más mortífero en el país desde 2015. Según Dawn, un periódico local, 30 miembros de la tribu fallecieron. Otros diez murieron y 25 resultaron heridos cuando un deslizamiento de tierra enterró una aldea en el distrito de Waziristán del Norte, afectando a 600 personas. También se informaron lesiones y los hospitales en el distrito de Waziristán del Norte y el distrito de Waziristán del Sur han reservado servicios para pacientes potenciales. En Darra Pezu, Lakki Marwat, Khyber Pakhtunkhwa, un hombre murió cuando un techo se derrumbó sobre él. Otra muerte fue causada por los efectos combinados del terremoto y las fuertes lluvias, lo que resultó en otro colapso del techo. En Datakhel, Waziristán del Norte, una estación de control se derrumbó, matando a un soldado e hiriendo a dos. Algunas casas de barro también sufrieron daños. En Islamabad y Peshawar, se sintieron temblores, lo que provocó el pánico entre los residentes. También se sintió en Punjab.